# کلیسای کارمن آلتو (کیتو)
صومعه و کلیسای کارمن آلتو (به اسپانیایی: Iglesia de El Carmen Alto) یکی از کلیسا‌های تاریخی شهر کیتو در اکوادور است. آغاز ساخت و ساز آن به درستی مشخص نیست اما احتمالاً در دهه نخست قرن شانزدهم بنای اولیهٔ آن احداث گردید. امروزه کلیسا در مرکز تاریخی کیتو قرار دارد.